# 岡山 (小惑星)
岡山（おかやま、2084 Okayama）は小惑星帯に位置する小惑星。ベルギーの天文学者シルヴァン・アランがベルギー王立天文台で発見した。
冨田弘一郎の提案により、岡山天体物理観測所がある岡山県から命名された。